# Pantherstaaten

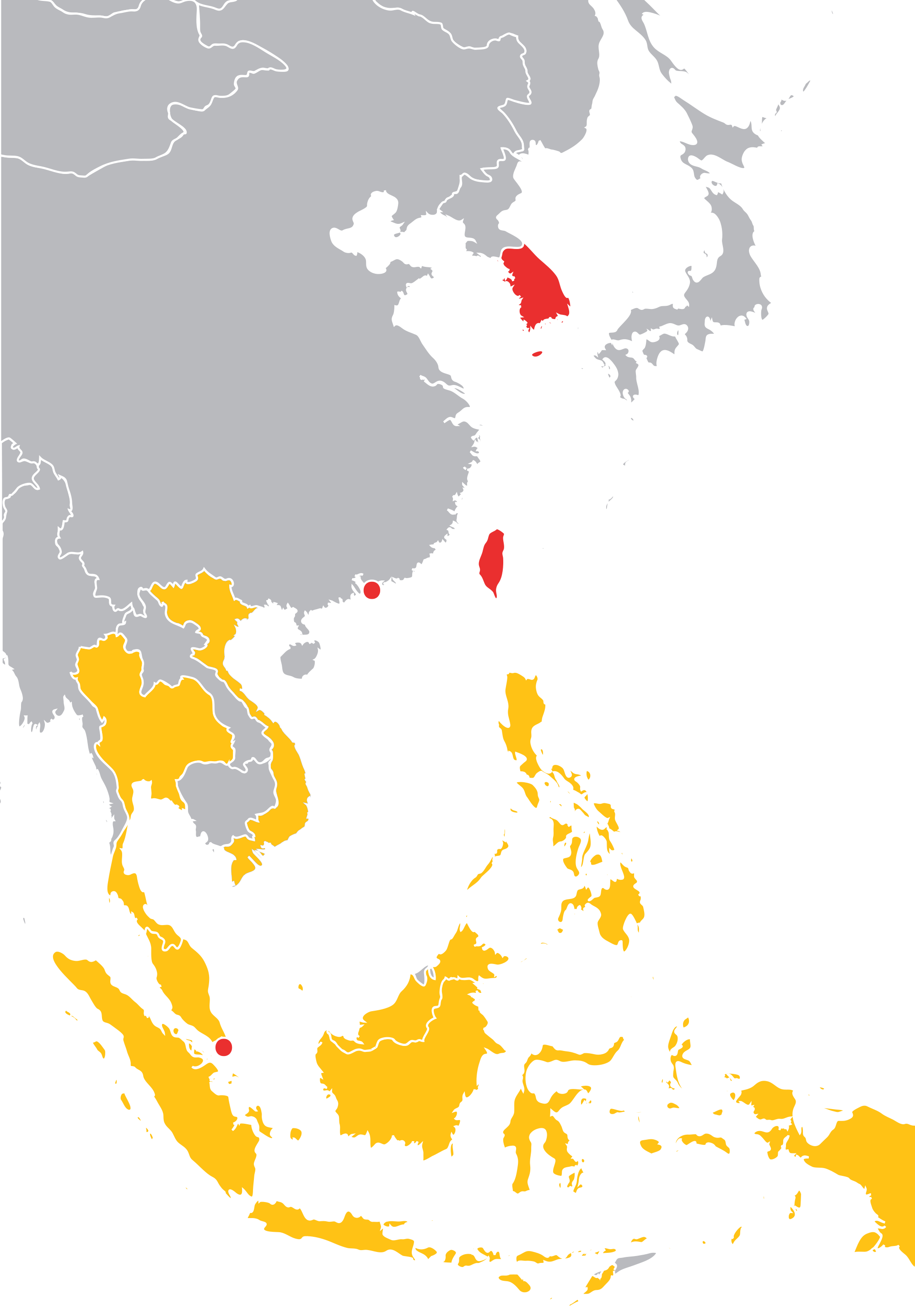
Die fünf Pantherstaaten (gelb) zusammen mit den vier Tigerstaaten (rot)

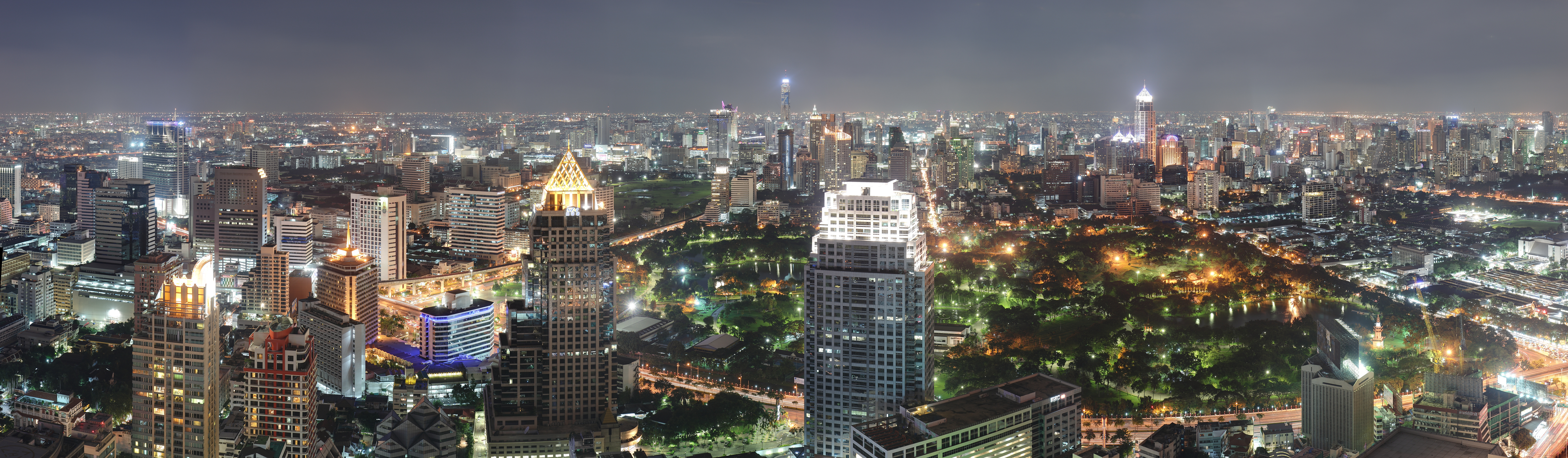
Bangkok, Hauptstadt Thailands

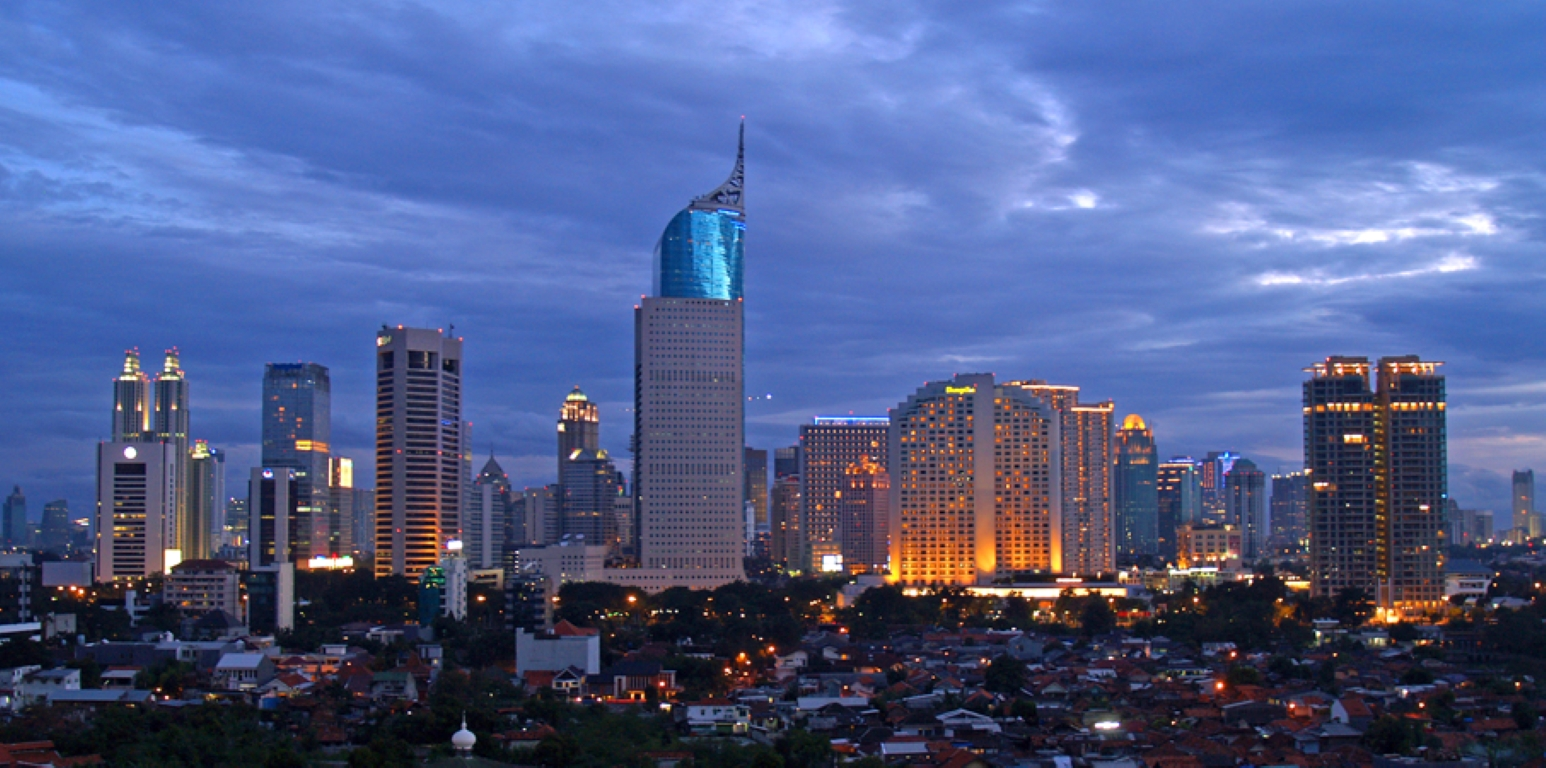
Jakarta, Hauptstadt Indonesiens

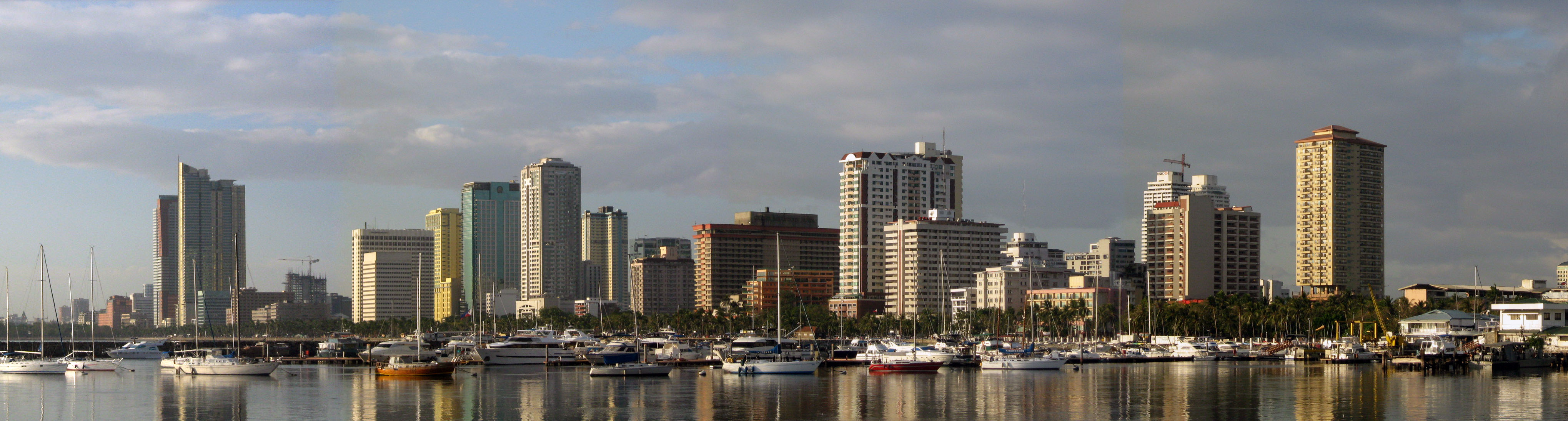
Manila, Hauptstadt der Philippinen

Als Pantherstaaten wurden in den 1980er- und 1990er-Jahren die Staaten Indonesien, Malaysia, Thailand, Philippinen und Vietnam in Südostasien bezeichnet, welche die Chance hatten, den wirtschaftlichen Aufstieg der so genannten Tigerstaaten (Südkorea, Republik China (Taiwan), Hongkong und Singapur) vom Entwicklungsland zum Industriestaat nachzuahmen. Durch die Asienkrise 1997 wurde dieser Aufstieg massiv abgebremst, keines der fünf Länder wurde zum Industriestaat. Der Begriff Pantherstaaten wird heute nicht mehr benutzt.
Der wirtschaftliche Aufstieg dieser Länder basierte auf einer Aufwertung des japanischen Yen, relativ zum US-Dollar, im Rahmen des Plaza-Abkommens 1985. Um den Wettbewerbsnachteil des starken Yen auszugleichen, verlagerten japanische Unternehmen daraufhin einen Großteil ihrer Produktion in die asiatischen Billiglohnländer. So wurden bis Anfang der 1990er Jahre mehr als 13 Milliarden US-Dollar in den Pantherstaaten investiert.
Durch die Asienkrise 1997 wurde das Wachstum in den Pantherstaaten von 8–10 % auf 5–6 % abgebremst. Dadurch ist beispielsweise der Plan Malaysias, bis ins Jahr 2020 zu den Industriestaaten aufzuschließen, ins Wanken geraten.